# Nhà bà Nữ
Nhà bà Nữ (tiếng Anh: The House of No Man) là một bộ phim điện ảnh Việt Nam thuộc thể loại hài – chính kịch ra mắt vào năm 2023 do Trấn Thành làm đạo diễn và đồng sản xuất, với sự tham gia diễn xuất của các diễn viên gồm Lê Giang, Uyển Ân, Song Luân, Trấn Thành, Khả Như, Quỳnh Lý, Phương Lan, Dương Lâm, Ngọc Giàu và Việt Anh. Lấy cảm hứng từ câu chuyện về người phụ nữ bán bánh canh cua giá 300.000 VND gây tranh cãi trên mạng xã hội và câu chuyện gia đình của một người bạn trong giới giải trí của Trấn Thành, tác phẩm xoay quanh những mâu thuẫn trong gia đình của bà Ngọc Nữ, một chủ tiệm bánh canh cua ở khu chung cư cũ.
Tháng 4 năm 2022, Trấn Thành đã thông tin về việc phát hành bộ phim Mai vào dịp Tết Nguyên Đán 2023, nhưng dự án này đã phải dời sang năm 2024 sau khi Nhà bà Nữ được công bố sản xuất. Tương tự như Bố già, Nhà bà Nữ cũng được khai thác trong các khía cạnh của gia đình, nhưng được khai thác sâu hơn về những mối quan hệ phức tạp trong gia đình. Bộ phim được khởi quay tại thành phố Thủ Đức từ tháng 7 đến tháng 10 năm 2022.
Bộ phim được công chiếu vào ngày 22 tháng 1 năm 2023, tức mùng 1 Tết Nguyên đán năm 2023. Với doanh thu 475 tỷ VND, Nhà bà Nữ đã chính thức vượt qua Bố già để trở thành bộ phim có doanh thu cao nhất lịch sử phòng vé Việt Nam cho đến khi bị Mai soán ngôi, đồng thời nhận được hầu hết những lời khen ngợi từ giới chuyên môn. Bên cạnh việc chiếu rạp tại quê nhà, tác phẩm còn được phát hành tại Hoa Kỳ vào ngày 3 tháng 3, Australia và Singapore vào ngày 9 tháng 3 và Canada vào ngày 10 tháng 3 năm 2023. Bộ phim được nhận hai đề cử về diễn xuất cho Uyển Ân và Song Luân tại Liên hoan phim Việt Nam lần thứ 23, đồng thời giành giải Cánh diều bạc và giải Cánh diều cho Biên kịch xuất sắc.

## Nội dung
Bộ phim xoay quanh gia đình ba thế hệ của bà Ngọc Nữ, một gia đình làm nghề bán bánh canh cua trong một khu chung cư cũ do ông Liêm quản lý. Bà Ngọc Nữ có người mẹ tên Ngọc Ngà hai đứa con gái là Ngọc Như và Ngọc Nhi. Do có mâu thuẫn với chồng, cả hai ly hôn và chồng bà rời bỏ gia đình, bà Ngọc Nữ đã một mình nuôi lớn hai đứa con nên bà có mối thù cực kỳ lớn đối với những người đàn ông. Khi đứa con gái lớn của bà có chồng là Phú Nhuận đã khiến cho bà Ngọc Nữ vô cùng khó chịu. Chính vì vậy mà bà luôn cố gắng bảo vệ cho đứa con gái út của mình là Ngọc Nhi tránh xa "cánh mày râu" nhằm hy vọng đứa con gái không bị tổn thương giống như mình.
Khi Ngọc Nhi lớn lên, cô bé có ước muốn được làm đồ gốm nhưng bà Ngọc Nữ lại không coi trọng ngành nghề này nên đã bắt con gái phải học Ngân hàng theo ngành nghề mà bà chọn, còn không thì ở nhà phụ giúp bán bánh canh cua. Không cãi lời, Nhi đã quyết định đi theo con đường mà mẹ đã lựa chọn. Đến tuổi trưởng thành, Nhi bắt đầu đi chơi theo bè bạn và gặp được John qua lời giới thiệu của hai người bạn là Lan và Quỳnh Lý. John là một anh chàng Việt kiều Mỹ cũng trong độ tuổi của Nhi, và là con trong một gia đình doanh nhân giàu có. Cả hai đã gặp và phải lòng nhau nhưng đều bị hai bên gia đình ngăn cấm. Ngọc Nhi đã thông đồng với Phú Nhuận và bà ngoại là Ngọc Ngà để được đi chơi với John trong một thời gian dài. Nhưng ngày hôm sau, sự việc đã bị phơi bày.
Sau khi phát hiện Ngọc Nhi có bầu, bà Ngọc Nữ đã đến phá sự nghiệp làm ăn của gia đình John. Ở tuổi mới lớn, sau khi bị mẹ mắng, Ngọc Nhi đã bỏ nhà ra đi và John cũng tương tự. Cả hai đã ở cạnh nhau trong suốt quãng thời gian dài. Tuy nhiên, do còn trẻ, cả hai không hiểu nhau và nhiều mâu thuẫn đã bắt đầu xảy ra. John đã quyết định bỏ đi, còn Nhi thì quay về nhà mẹ sau một cuộc cãi vã vì bất đồng quan điểm. Trong khi đó, sau việc liên tục bị chèn ép từ phía vợ mình là Ngọc Như và mẹ vợ là bà Ngọc Nữ, Phú Nhuận đã đi tìm những thú vui bên ngoài nhưng bị vợ mình phát hiện sau đó. Khi vợ mình hỏi, anh đã quyết định ly hôn do không chịu nổi cảnh phải bị chèn ép trong gia đình, không có tiếng nói và sự tôn trọng mà gia đình bên vợ dành cho. Cùng lúc đó, trên đường Nhi về nhà mẹ ruột, John đã gọi điện cho Nhi với hi vọng mong cô nàng quay lại, nhưng Nhi đã bị cướp giật điện thoại và sảy thai.
Sau hàng loạt những biến cố, Nhi và mẹ cô đã bắt đầu hiểu nhau hơn. Bà Nữ đã quyết định phá bỏ rào cản bằng việc kết hôn với ông Liêm, chủ khu chung cư trước sự quan tâm hàng ngày của ông dành cho bà. Còn John đã cố gắng níu kéo lại tình đầu của mình nhưng bị thất bại, do Nhi đã quyết định mở lòng với người bạn của John là Quỳnh Lý.

## Diễn viên
- Lê Giang vai Ngọc Nữ
- Uyển Ân vai Ngọc Nhi
- Song Luân vai John
- Trấn Thành vai Phú Nhuận
- Khả Như vai Ngọc Như
- Ngọc Giàu vai Ngọc Ngà
- Quỳnh Lý vai Quỳnh Lý
- Phương Lan vai Lan
- Lê Dương Bảo Lâm vai Lê Minh Hổ
- Việt Anh vai ông Liêm
- Công Ninh vai bố của John
- Ngân Quỳnh vai mẹ của John

và một số diễn viên phụ khác.
Không giống như bộ phim điện ảnh Bố già, trong dự án Nhà bà Nữ, Trấn Thành chỉ vào vai tuyến nhân vật phụ và tập trung làm phim.

## Sản xuất

### Phát triển
—Trấn Thành
Tháng 4 năm 2022, Trấn Thành đã xác nhận thông tin về việc sẽ cho ra mắt một dự án điện ảnh mới về gia đình có tên là Mai và sẽ được khởi chiếu tại Việt Nam trong dịp Tết Nguyên Đán 2023, theo đó tác phẩm có sự tham gia của những diễn viên có tên tuổi. Tuy nhiên, thông tin về vai diễn nữ chính là Mai vẫn chưa được phía nhà sản xuất tiết lộ. Trong khi đó, vai diễn chính trong phim Bố già – một bộ phim trước đó của Trấn Thành – cũng được thông tin về việc sẽ vào vai nam chính. Ý tưởng của bộ phim được cho là xuất phát từ Trấn Thành và Hari Won, vợ của anh. Bộ phim cũng đã được xác nhận đầu tư với kinh phí từ 30 đến 35 tỷ đồng với 80% số tiền từ chính Trấn Thành. Kịch bản của bộ phim Mai đã được giao cho Nguyễn Thanh Bình – người được biết đến với bút danh Bình Bồng Bột – thực hiện. Đến ngày 1 tháng 11 năm 2022, ê-kíp sản xuất đã công bố cho ra mắt bộ phim Nhà bà Nữ để thay thế cho Mai. Sở dĩ, bộ phim Mai do Tuấn Trần đóng chính đã bị gác lại do gặp khó khăn về việc tìm nữ chính, mãi đến cuối năm 2023, Trấn Thành cho biết Phương Anh Đào được chọn là nữ chính cho bộ phim này, nên Mai sẽ được ra mắt vào Tết Nguyên đán năm 2024. Vì những lý do trên, Nhà bà Nữ đã được ra đời để nhằm phục vụ khán giả trong dịp Tết Nguyên đán năm 2023. Giống như Bố già, Nhà bà Nữ tiếp tục khai thác về đề tài gia đình. Trước đó, vào tháng 8 năm 2022, những hình ảnh về quá trình sản xuất bộ phim đã được Trấn Thành chia sẻ bao gồm câu nói, "Khi là anh đạo diễn, khi là anh Phú Nhuận". Lúc này, dự án Nhà bà Nữ vẫn chưa được công bố.
Trong sự kiện họp báo, Trấn Thành đã xác nhận nhân vật bà Ngọc Nữ được lấy cảm hứng từ bà Loan bán bánh canh cua 300 nghìn đồng nổi tiếng ở thành phố Hồ Chí Minh. Trong khi đó, vợ chồng của Phú Nhuận và Ngọc Như hình thành từ những câu chuyện xung quanh một người bạn của nam đạo diễn. Cuối cùng về câu chuyện giữa bà Nữ và Ngọc Nhi thì từ câu chuyện ngoài đời thật của một người trong showbiz Việt Nam. Trong khi bộ phim trước đó của anh được xác nhận lấy cảm hứng từ gia đình của mình. Với bộ phim này, Trấn Thành đã nhận góp vốn hỗ trợ nhà sản xuất Đỗ Hoàng Vũ, quản lý của Trấn Thành và Hari Won, nhưng sau đó anh đã chấp nhận trở thành đạo diễn của dự án. Sau Bố già, bộ phim Nhà bà Nữ là dự án điện ảnh thứ hai do Trấn Thành làm đạo diễn và là lần đầu tiên một mình anh làm đạo diễn. Trấn Thành cho biết tác phẩm không chỉ gây cười mà còn xoáy vào khủng hoảng gia đình, từ đó làm bật lên giá trị của tình thân và cách giáo dục con cái.

### Quay phim

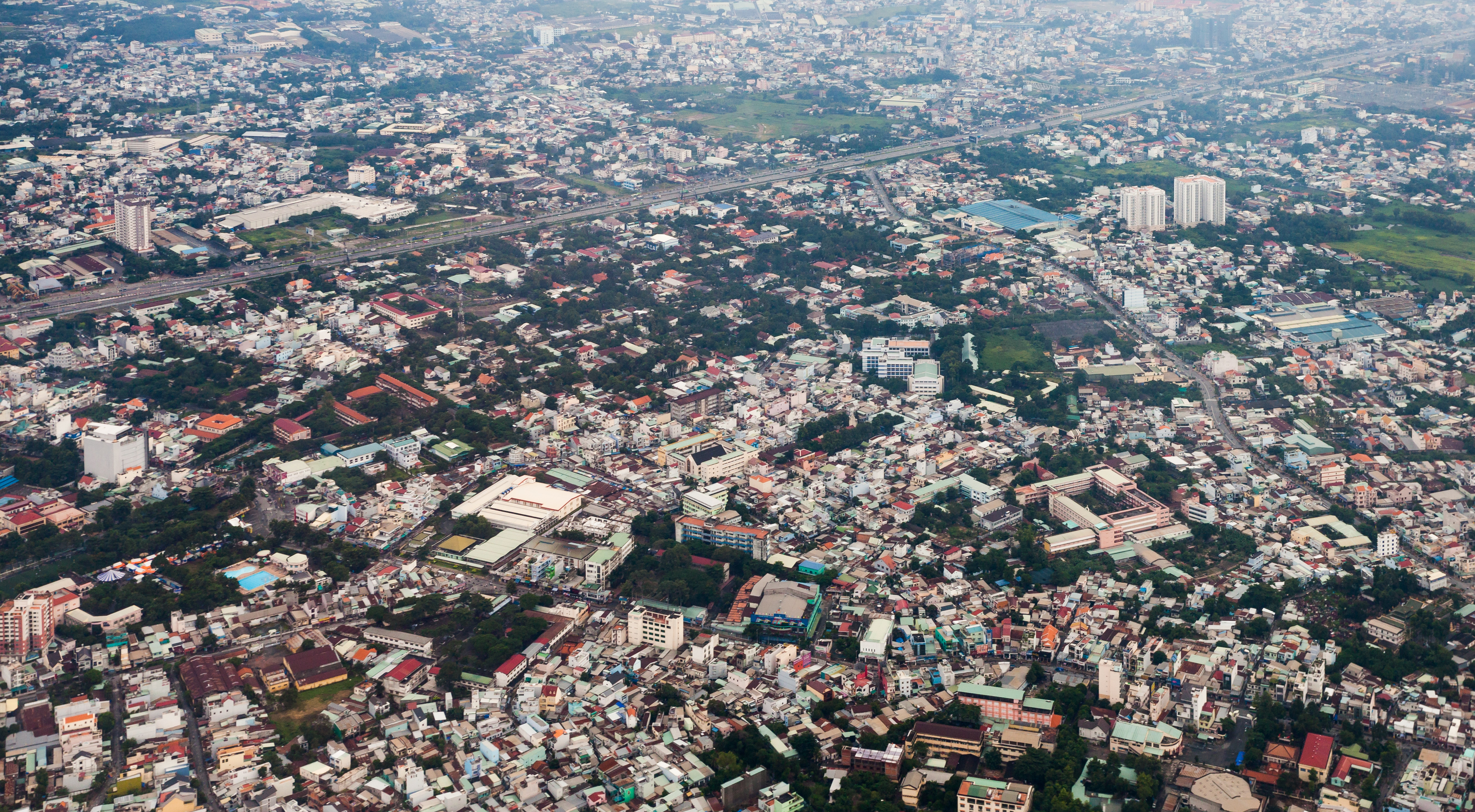
Thành phố Thủ Đức, bối cảnh của bộ phim.

Bộ phim bắt đầu khai máy khởi quay vào ngày 12 tháng 7 năm 2022. Tuy nhiên, lúc bấy giờ, nhiều người vẫn gọi Nhà bà Nữ là Mai do dự án này chưa được công bố chính thức. Trấn Thành đã từng chia sẻ về việc đã không có quyết định thực hiện dự án này nhưng khi bắt đầu đổ tiền, anh đã bắt đầu phải thực hiện nó, trở thành đạo diễn rồi tham gia diễn xuất. Lê Giang cũng đã chia sẻ bản thân rằng bà "sợ ra ngoài phim trường" hay "đi quay về còn căng thẳng đến khóc" và khẳng định bản thân rất áp lực để thực hiện bộ phim. Trong khi đó, Khả Như còn đã kể lại việc Song Luân phải đi điều trị tâm lý. Trong quãng thời gian ghi hình, trên trang cá nhân của nam đạo diễn cũng đã xác nhận việc bản thân bị sốt. Diễn viên Khả Như tham gia vào bộ phim tiết lộ dự án không có kịch bản cụ thể và "chưa từng thấm thía làm diễn viên khó như phim này". Trong những ngày đầu ghi hình, Khả Như đã có dấu hiệu đuối sức. Nhiều diễn viên đã xác nhận phải thay đổi thoại rất nhiều lần. Lê Dương Bảo Lâm cho biết, đạo diễn khó tính đến mức trau chuốt rất kỹ từng lời thoại. Theo Song Luân – nam diễn viên tham gia vào bộ phim chia sẻ, ê-kíp sản xuất chỉ có một ngày để gặp mặt, bàn về kịch bản và rồi tiến hành ghi hình. Anh nói thêm, "90% lời thoại đều được [Trấn Thành] viết lại" sau khi ra hiện trường. Việc ghi hình được hoàn tất vào ngày 11 tháng 10 năm 2022.
Trong lúc ghi hình, Lê Giang cũng hé lộ bản thân đã phải học nấu bánh canh, tạo kỹ năng nấu nướng để hóa thân thành bà chủ bán bánh canh trong vai diễn của mình. Uyển Ân, em gái ruột của Trấn Thành cũng đã tham gia vào dự án, cô cũng đã vào vai con gái của Trấn Thành và Lê Giang trong Bố già phiên bản web drama. Cô xác nhận bản thân đã phải trải qua nhiều cảm xúc hay lo lắng khi tham gia vai chính của bộ phim. Đây cũng là lần đầu tiên mà nữ diễn viên này đảm nhận vai chính cho một bộ phim điện ảnh. Theo xác nhận của Uyển Ân, mặc dù anh trai là Trấn Thành làm đạo diễn nhưng cô vẫn phải đi casting cùng với nhiều diễn viên khác. Cô cho biết khi lên trường quay Nhà bà Nữ, cô cảm giác như "[Trấn Thành] không còn coi [cô] là em gái nữa". Trấn Thành sau đó cũng xác nhận "ý tưởng tới đâu thì kịch bản tới đó" chứ không có kịch bản từ đầu.

### Âm nhạc
Tổng cộng đã có 7 ca khúc xuất hiện trong bộ phim bao gồm: "Khi em lớn" của Orange và Hoàng Dũng; "Yêu được không?" của Đức Phúc; "Thích em hơi nhiều" của Wren Evans; "Bước qua nhau" của Vũ; "Đôi lời tình ca" của Hoàng Dũng; "Sập" của Pháo và Tez; "Rồi tới luôn" của Hồ Phi Nal. Hầu hết ca khúc đều xuất hiện trong phân cảnh thân mật giữa John (do Song Luân thủ vai) và Ngọc Nhi (do Uyển Ân thủ vai). Hầu hết các ca khúc đều là những ca khúc xu hướng trong V-pop và đặc biệt là trên nền tảng TikTok.
| STT              | Nhan đề              | Sáng tác                | Trình bày          | Thời lượng |
| ---------------- | -------------------- | ----------------------- | ------------------ | ---------- |
| 1.               | "Khi em lớn"         | Orange                  | Orange, Hoàng Dũng | 3:48       |
| 2.               | "Yêu được không"     | ViruSs                  | Đức Phúc           | 5:32       |
| 3.               | "Thích em hơi nhiều" | Wren Evans, Mew Amazing | Wren Evans         | 2:51       |
| 4.               | "Bước qua nhau"      | Vũ.                     | Vũ.                | 4:17       |
| 5.               | "Đôi lời tình ca"    | Hoàng Dũng              | Hoàng Dũng         | 4:49       |
| 6.               | "Sập"                | Pháo, Tez               | Pháo, Tez          | 3:08       |
| 7.               | "Rồi tới luôn"       | Hồ Phi Nal              | Hồ Phi Nal         | 4:02       |
| Tổng thời lượng: | Tổng thời lượng:     | Tổng thời lượng:        | Tổng thời lượng:   | 28:27      |

## Phát hành

### Quảng bá
Vào ngày 27 tháng 7 năm 2022, Trấn Thành đã cho đăng tải một bức ảnh hé lộ về tên bộ phim được viết tắt là NBN và vai diễn của anh trong bộ phim có tên là Phú Nhuận. Đến ngày 1 tháng 11 năm 2022, Trấn Thành đã tổ chức họp báo công bố bộ phim Nhà bà Nữ thay thế cho Mai trong dịp Tết Nguyên đán 2023. Tại sự kiện công bố lần đầu tiên này, Trấn Thành cũng đã tiết lộ với báo chí trong nước, bộ phim Nhà bà Nữ vui hơn Bố già. Áp phích cho bộ phim trong lần đầu ra mắt đã sử dụng màu đỏ là chủ đạo với hình hai đôi tay với một đôi bên trái đang bị cột chặt và đôi còn lại thì không. Trong sự kiện, khi khách đến tham dự họp báo cũng sẽ được thưởng thức bánh canh cua – một món ăn xuất hiện trong bộ phim. Ngay sau đó, vào ngày 4 tháng 11, đoạn clip ngắn đầu tiên (first look) đã được công bố. Trong video đã hé lộ những phân đoạn nhỏ trong bộ phim kéo dài khoảng 40 giây cùng với câu nói "Gia đình nào cũng có bí mật...". Câu nói đó cũng được xem là thông điệp của bộ phim. Ngày 3 tháng 12, ê-kíp sản xuất phim đã công bố áp phích đầu tiên của bộ phim với hình ảnh hai chiếc đầu lơ lửng của Trấn Thành và Song Luân trên bàn, xung quanh là Uyển Ân, NSND Ngọc Giàu, Lê Giang và Khả Như. Trên áp phích cũng có thêm dòng chữ, "Ai cũng có lỗi. Nhưng ai cũng thấy... mình là nạn nhân". Ngay sau đó, vào ngày 6 tháng 12, teaser video đầu tiên đã được công bố. Trong video teaser chưa thấy sự xuất hiện của nam chính Song Luân. Trước đó, vào ngày 1 tháng 12, Trấn Thành, Uyển Ân cùng Lê Giang đã có buổi tham dự tại Giải thưởng Truyền hình Châu Á 2022 ở Philippines. Đây cũng là sự kiện đánh dấu lần đầu tiên Trấn Thành xuất hiện trên sân khấu quốc tế để trao giải thưởng cho các tác phẩm xuất sắc.
Đến ngày 27 tháng 12, đơn vị sản xuất bộ phim tiếp tục ra mắt áp phích thứ hai của dự án với hình ảnh nhiều nhân vật cùng đứng chung trong một... tô bánh canh. Đó là các nhân vật của Trấn Thành, Khả Như, Song Luân, Uyển Ân, Ngọc Giàu. Còn Lê Giang (trong vai bà Nữ, chủ quán bánh canh) đứng trên cao và chỉ lộ phần môi. Ngay sau đó một ngày, trênh kênh YouTube chính thức của Trấn Thành đã phát hành trailer chính thức cho bộ phim. Trong video, đã có một đoạn ngắn hiện lên ca khúc "Yêu được không" của Đức Phúc. Trong buổi lễ trao giải Làn Sóng Xanh 2022, Trấn Thành đã cùng em gái của anh là Uyển Ân xuất hiện để công bố kết quả cho hạng mục "Nam - Nữ ca sĩ của năm". Trước khi công bố, anh cũng đã quảng báo cho bộ phim "Nhà bà Nữ" của mình.

### Công chiếu
Bộ phim Nhà bà Nữ đã được xác nhận công chiếu vào đúng ngày mùng 1 Tết Nguyên Đán Quý Mão 2023 (ngày 22 tháng 1 năm 2023). Cũng trong thời điểm này đã có 2 bộ phim Việt Nam khác cùng ra rạp là Chị chị em em 2 của đạo diễn Vũ Ngọc Đãng và Siêu lừa gặp siêu lầy của Võ Thanh Hòa. Tuy nhiên, trước khi khởi chiếu chính thức 3 ngày thì bộ phim Siêu lừa gặp siêu lầy đã bị hoãn chiếu về ngày 24 tháng 3. Như vậy, trong dịp Tết Nguyên Đán Quý Mão chỉ còn hai bộ phim Việt Nam cạnh tranh phòng chiếu. Trong một buổi ra mắt phim, nam đạo diễn Trấn Thành cũng đã chia sẻ bộ phim được dán nhãn C16 (phim dành cho người trên 16 tuổi). Vào ngày 26 tháng 1, nhiều đoạn quay lén phim Nhà bà Nữ đã bị đăng tải lên TikTok. Các đoạn video này đã thu hút hàng chục nghìn lượt xem và tiết lộ nội dung phim. Đại diện nhà sản xuất cũng đã liên hệ với phía TikTok Việt Nam để gỡ các video khỏi nền tảng này.
Sau khi công chiếu nội địa, phía ê-kíp của bộ phim đã xác nhận thông tin Nhà bà Nữ được khởi chiếu tại các bang California, Texas, Arizona, Utah, Virginia, Kansas và Florida của Hoa Kỳ vào ngày 3 tháng 3; Australia và Singapore ngày 9 tháng 3; Canada vào ngày 10 tháng 3 và tại New Zealand vào ngày 17 tháng 3. Bộ phim có tên quốc tế là The House of No Man. Riêng tại Hoa Kỳ, bộ phim được khởi chiếu tại 66 rạp, cao hơn dự án trước đó là Bố già khi chỉ có 47 rạp chiếu.

## Đón nhận
Sau khi bộ phim được phát hành, nhiều câu nói trong bộ phim đã trở nên nổi tiếng trên các mạng xã hội như, "Thất bại cũng là quyền của con người. Con thà thất bại trong ước mơ của con, còn hơn thành công trong ước mơ của mẹ"; "Còn yêu thì người ta tìm cách ở lại, chứ không ai chọn cách rời đi hết"; "Ai cũng có lỗi nhưng ai cũng nghĩ mình là nạn nhân"... Trên nền nhạc Việt hóa ca khúc "Người từng yêu" của Nhậm Nhiên, nhiều đoạn video của Nhà bà Nữ đã trở nên phổ biến trên TikTok Việt Nam. Nhiều phân cảnh trong bộ phim cũng đã bị quay lén và tung lên nhiều nền tảng mạng xã hội. Vào tối ngày 1 tháng 2 năm 2023, Sở Văn hóa, Thể thao và Du lịch tỉnh Lạng Sơn đã khai mạc Tuần phim Chào mừng kỷ niệm 93 năm ngày thành lập Đảng Cộng sản Việt Nam. Trong buổi khai mạc, hai bộ phim đã được trình chiếu là phim tài liệu Đoàn kết là sức mạnh cùng Nhà bà Nữ.

### Doanh thu

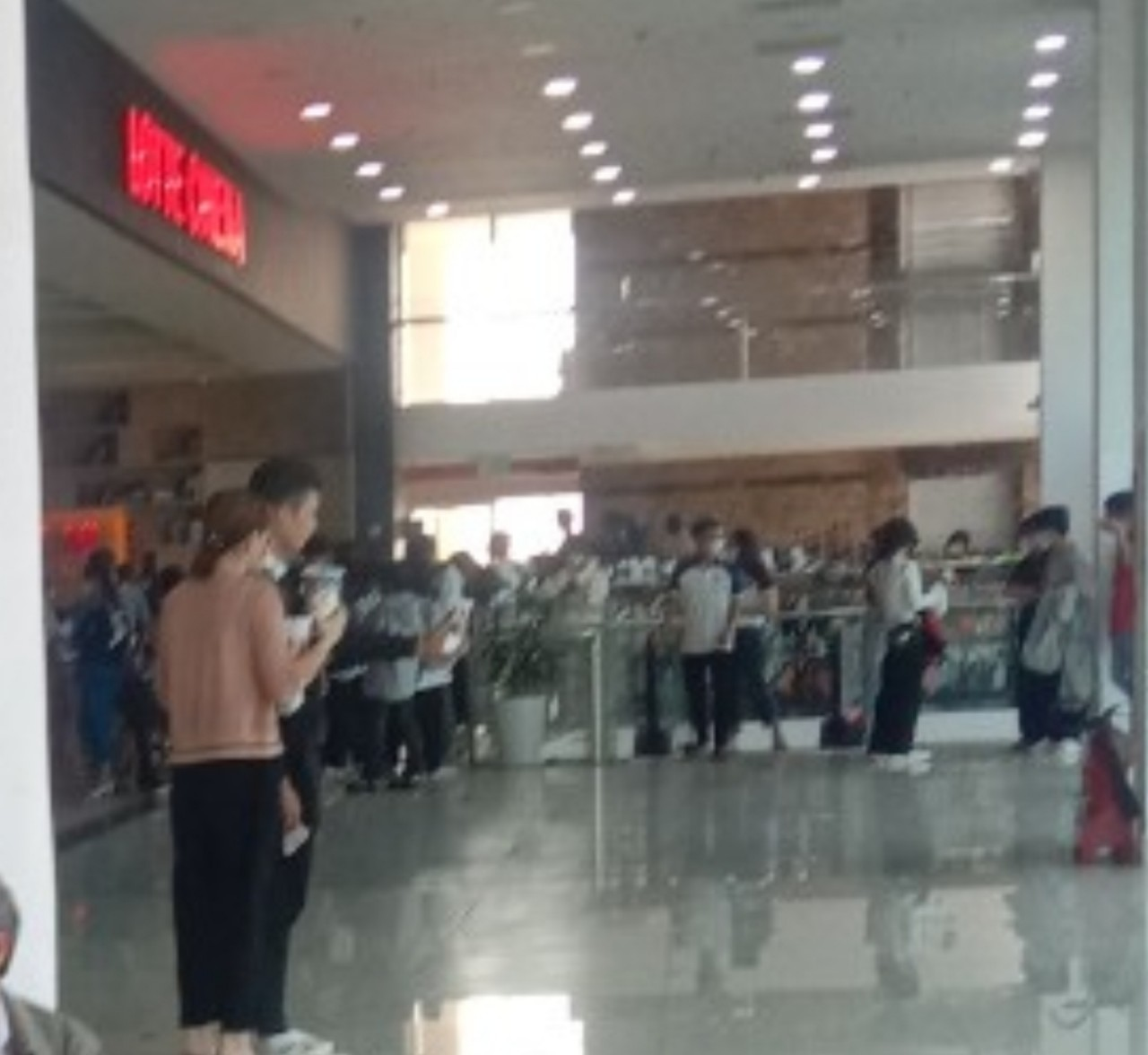
Một rạp chiếu phim tại Việt Nam trong dịp Tết Nguyên Đán 2023.

Bộ phim chính thức được khởi chiếu vào ngày 22 tháng 1, tức mùng 1 Tết Nguyên Đán và đến chiều ngày 21 tháng 1 (tức ngày Giao thừa) thì số lượng vé bán ra đã đạt 30.000 vé, con số kỷ lục đặt trước tại phòng vé dành cho một bộ phim Việt Nam chiếu Tết. Theo Box Office Việt Nam, trong ngày đầu tiên khởi chiếu, Nhà bà Nữ đã thu về 23 tỷ đồng. như vậy, cứ trung bình 32-25 phút, bộ phim đã thu về 1 tỷ đồng. Sau 3 ngày chiếu rạp, doanh thu của bộ phim đã cao gấp 4 lần dự án điện ảnh ra mắt cùng thời điểm là Chị chị em em 2 của Vũ Ngọc Đãng. Tính đến sáng ngày 26 tháng 1, sau khi công chiếu chính thức 4 ngày, bộ phim đã cán mốc 100 tỷ đồng và hơn 1 triệu vé bán ra. Từ sau đại dịch COVID-19 đến hết dịp Tết Nguyên Đán 2023, điện ảnh Việt Nam chỉ có duy nhất hai bộ phim vượt mốc doanh thu 100 tỷ đồng là Em và Trịnh và Nhà bà Nữ. Trong khi Em và Trịnh chưa đủ hòa vốn dù đạt mốc này thì Nhà bà Nữ lại thu về lãi lớn. Tốc độ tăng trưởng doanh thu cũng đã được so sánh vượt mặt với bộ phim điện ảnh trước đó của Trấn Thành là Bố già. Bộ phim cũng đã có doanh thu trong dịp Tết gấp 6 lần bộ phim Chìa khóa trăm tỉ, một bộ phim chiếu Tết vào năm 2022. Theo thông tin trên báo Tuổi Trẻ, 45% doanh thu của Nhà bà Nữ đến từ khu vực Thành phố Hồ Chí Minh và lần lượt sau đó là Đà Nẵng, Hà Nội, Đồng Nai, Bình Dương, Huế...
Đến ngày 28 tháng 1, đúng một tuần sau khi công chiếu, bộ phim Nhà bà Nữ chính thức chạm mốc 200 tỷ đồng và trở thành bộ phim cán cột mốc này nhanh nhất mọi thời đại trong lịch sử phòng vé Việt Nam khi chỉ mất 6 ngày, trong khi Bố già mất đến 9 ngày. Vào sáng ngày 30 tháng 1, bộ phim đã chính thức đạt mốc doanh thu 250 tỷ đồng. Tính đến hết tháng 1 năm 2023, doanh thu của bộ phim tại Việt Nam chỉ về sau Bố già, một bộ phim khác do Trấn Thành cùng Vũ Ngọc Đãng làm đạo diễn. Sau 11 ngày công chiếu, ngày 2 tháng 2, bộ phim Nhà bà Nữ đã vượt qua kỷ lục của Bố già để trở thành bộ phim điện ảnh Việt Nam có doanh thu cán mốc 300 tỷ nhanh nhất mọi thời đại. Cùng ngày, trên bảng thống kê doanh thu của Box Office Mojo, Nhà bà Nữ cũng đã đứng vị trí thứ 6 về doanh thu dịp cuối tuần (26 – 29 tháng 1) trên thị trường quốc tế, không bao gồm thị trường điện ảnh Bắc Mỹ. Đến sáng ngày 8 tháng 2 năm 2022, phía ê-kíp sản xuất bộ phim Nhà bà Nữ đã xác nhận doanh thu đạt mốc 400 tỷ đồng trong vòng 17 ngày. Tuy nhiên, trên chuyên trang Box Office Việt Nam thì bộ phim chỉ mới cán mốc 394 tỷ đồng, lệch 6 tỷ đồng so với ê-kíp sản xuất. Sau 19 ngày khởi chiếu chính thức, bộ phim đã cán mốc 5 triệu vé. Theo thông tin từ Box Office Việt Nam đến sáng 13 tháng 2, bộ phim Nhà bà Nữ đã chính thức cán mốc 421 tỷ đồng, vượt qua Bố già với doanh thu 420 tỷ đồng để trở thành bộ phim điện ảnh có doanh thu cao nhất lịch sử phòng vé Việt Nam. Về phía ê-kíp sản xuất bộ phim thì đã xác nhận bộ phim Nhà bà Nữ vượt qua doanh thu của Bố già ở mốc 434 tỷ đồng. Theo Tuổi Trẻ, khi Nhà bà Nữ cán mốc 500 tỷ thì doanh thu của bộ phim đã ngang bằng tổng doanh thu điện ảnh Việt Nam trong năm 2010 và 50% khi so với năm 2012. Sau thời gian dài khởi chiếu, ê-kíp của bộ phim đã xác nhận kết thúc với tổng doanh thu là 475 tỷ đồng, tương đương 5,8 triệu vé.
Ở bên ngoài thị trường Việt Nam, trong 24 giờ đầu tiên mở bán vé tại Melbourne, Sydney, Brisbane, Adelaide, Tasmania và Perth của Australia đều đã hết sạch vé. Trong tuần đầu tiên công chiếu tại Hoa Kỳ thì bộ phim đã cán mốc 560.000 đô la mỹ và cán mốc hơn một triệu đô la mỹ sau hai tuần công chiếu.

### Thành tích
| Ngày         | Tên kỷ lục                                                                  | Mốc đạt                                 | Ref           |
| Tại Việt Nam | Tại Việt Nam                                                                | Tại Việt Nam                            | Tại Việt Nam  |
| ------------ | --------------------------------------------------------------------------- | --------------------------------------- | ------------- |
| 21/01        | Phim có số lượng vé bán trước cao nhất mọi thời đại dịp Tết Nguyên Đán      | 30.000 vé                               | [ 58 ] [ 76 ] |
| 22/01        | Phim Việt Nam có doanh thu vào mùng 1 Tết Nguyên Đán cao nhất mọi thời đại  | 23 tỷ đồng                              | [ 56 ]        |
| 23/01        | Phim Việt Nam có doanh thu cán mốc 50 tỷ đồng nhanh nhất mọi thời đại       | 2 ngày                                  | [ 58 ]        |
| 24/01        | Phim có số lượng suất chiếu trong ngày cao nhất mọi thời đại                | 4.500 suất                              | [ 58 ]        |
| 26/01        | Phim Việt Nam có doanh thu cán mốc 100 tỷ đồng nhanh nhất mọi thời đại      | 4 ngày                                  | [ 56 ]        |
| 26/01        | Phim có doanh thu trong ngày cao nhất mọi thời đại                          | 35 tỷ đồng/ngày                         | [ 62 ]        |
| 28/01        | Phim Việt Nam có doanh thu cán mốc 200 tỷ đồng nhanh nhất mọi thời đại      | 7 ngày                                  | [ 61 ] [ 77 ] |
| 28/01        | Phim có doanh thu trong ngày cao nhất mọi thời đại                          | 36,6 tỷ đồng/ngày (phá kỷ lục trước đó) | [ 78 ]        |
| 02/02        | Phim Việt Nam có doanh thu cán mốc 300 tỷ đồng nhanh nhất mọi thời đại      | 11 ngày                                 | [ 64 ]        |
| 08/02        | Phim có doanh thu cán mốc 400 tỷ đồng nhanh nhất mọi thời đại               | 17 ngày                                 | [ 67 ] [ 79 ] |
| 13/02        | Phim điện ảnh có doanh thu cao nhất lịch sử phòng vé Việt Nam               | 421 tỷ đồng                             | [ 70 ] [ 71 ] |
| Thế giới     |                                                                             |                                         |               |
| 01/02        | Top 10 phim có doanh thu cuối tuần (26 – 29 tháng 1) cao nhất trên thế giới | #6 (4.334.717 đô la Mỹ)                 | [ 80 ] [ 81 ] |

### Đánh giá
Đạo diễn Lý Minh Thắng đã cho rằng bộ phim có hệ thống nhân vật được kết nối chặt chẽ để khai thác mảng sang chấn liên thế hệ. Anh đã nói thêm, "Trấn Thành có biệt tài thấu hiểu tâm lý khán giả. Tôi nghĩ câu chuyện trong phim đại diện cho số đông người lao động – những người vì miệt mài, bươn chải mưu sinh mà không có cơ hội nhìn lại các giá trị tình cảm gia đình". Đạo diễn Nguyễn Hoàng Điệp đã gọi phim không có những màn độc diễn tỏa sáng nhưng các gương mặt trong phim được diễn hài hòa, có kiểm soát. Trên tờ Lao Động, nhà văn Nguyễn Quang Lập đã cho rằng, "Phim có nội dung cũ nhưng sinh động. Khán giả chẳng quan tâm cũ mới, chỉ cần sinh động. Phim rất kịch nhưng nhiều scene kịch rất vui, một vài scene lôi cuốn".
—Nhà văn Phan Ý Yên,
Nhà văn Hoài Hương đã cho rằng bản thân bà "không chấp nhận được phim Nhà bà Nữ" và "cả bộ phim chỉ thấy mẹ con, vợ chồng quát mắng, chửi bới". Bà cũng kể thêm việc phim kể quá nhiều và đánh giá bộ phim thua Bố già, tác phẩm điện ảnh trước đó của Trấn Thành. Trong khi đó, nhà văn Phan Ý Yên đánh giá Nhà bà Nữ không phải là một bộ phim dở của điện ảnh Việt Nam mà là một bộ "phim dở của Trấn Thành". Ý Yên đã cho rằng bộ phim "quá nhiều sự la hét, thiếu đi khoảng lặng đủ sâu sắc". Tuy nhiên, nhà phê bình điện ảnh Lê Hồng Lâm lại cho rằng phim "thoại ồn ào, nhiều từ văng tục" là điều chấp nhận được. Ngoài ra, ông Lâm còn chia sẻ việc gần gũi, phổ biến và những triết lý bình dân đã khiến người xem cảm nhận được mình trong câu chuyện. Cùng với Chị chị em em 2, cả hai bộ phim đều không bị thoại giả và giáo điều như các bộ phim điện ảnh Việt Nam trước đó.
Một phóng viên của VnExpress đã kể ra 4 lý do được cho là yếu điểm của bộ phim như diễn xuất gượng gạo và thiếu tự nhiên; kể lể quá dài dòng; cách xây dựng nhân vật có vấn đề và lạm dụng chửi thề. Còn đối với Mai Nhật, ngòi bút chuyên viết đánh giá về các tác phẩm điện ảnh của VnExpress đã thành công trong việc "dồn dập tình tiết, đẩy cao mâu thuẫn nhân vật" và đưa nhiều phân cảnh buồn vào phim Tết. Tuy nhiên, tác phẩm lại quá "lạm dụng cảnh các nhân vật đả kích qua lại với âm lượng lớn, ồn ào". Báo Người lao động đã gọi bộ phim sở hữu kịch bản bình dân và Trấn Thành có tiến bộ trong vai trò đạo diễn và diễn xuất. Tờ báo cũng đã cho rằng chính hiệu ứng truyền miệng đã giúp bộ phim mặc dù gây ra tranh cãi nhưng vẫn đạt được thành công. ZingNews đã ca ngợi bộ phim chân thực và giàu cảm xúc khi thể hiện vừa đủ "lỗi lầm lặp lại, sự độc hại của giáo dục sai cách hay bồng bột trong tình yêu tuổi trẻ". VietNamNet lại cho rằng bộ phim đã sử dụng tiếng trong hình một cách quá đà để thao túng tâm lý khán giả, nhưng vẫn không phủ nhận về bài học mà Trấn Thành đã đưa vào bộ phim để lên án những lối dạy con độc hại, thương con độc hại, hy sinh độc hại của các bậc phụ huynh ngày nay. Việc Nhà bà nữ và Chị chị em em 2 đạt mức doanh thu trên trăm tỷ đã được đánh giá sẽ tạo đà cho điện ảnh Việt Nam có một năm doanh thu khủng với Lật mặt 6: Tấm vé định mệnh và Đất rừng phương Nam.
Sau khi doanh thu của bộ phim vượt qua Bố già để trở thành bộ phim điện ảnh có doanh thu cao nhất lịch sử phòng vé Việt Nam, nhiều tờ báo tại Việt Nam đã ví von nam đạo diễn Trấn Thành với James Cameron của Hollywood. Thậm chí VietNamNet cũng đã gọi Trấn Thành là một nhà làm phim "chạm đâu thắng đó" khi tổng doanh thu hai bộ phim điện ảnh đầu tay đã chạm mốc hơn 863 tỷ đồng. Trong khi đó, tạp chí SAOStar lại dẫn chứng cho rằng cộng đồng mạng đã gọi nam đạo diễn là "James Cameron của Việt Nam" khi có nhiều điểm tương đồng như các tác phẩm bị chỉ trích đều mang về doanh thu khủng.

### Giải thưởng
| Năm  | Giải thưởng                        | Hạng mục                               | Đề cử                              | Kết quả   | Tham khảo |
| ---- | ---------------------------------- | -------------------------------------- | ---------------------------------- | --------- | --------- |
| 2023 | Liên hoan phim châu Á Đà Nẵng      | Phim hay nhất - Hạng mục phim Việt Nam | Nhà bà Nữ                          | Đoạt giải | [ 93 ]    |
| 2023 | Liên hoan phim châu Á Đà Nẵng      | Đạo diễn xuất sắc                      | Trấn Thành                         | Đoạt giải | [ 93 ]    |
| 2023 | Liên hoan phim Việt Nam lần thứ 23 | Nữ diễn viên chính xuất sắc            | Uyển Ân                            | Đề cử     | [ 94 ]    |
| 2023 | Liên hoan phim Việt Nam lần thứ 23 | Nam diễn viên phụ xuất sắc             | Song Luân                          | Đề cử     | [ 94 ]    |
| 2023 | Giải Cánh Diều                     | Biên kịch xuất sắc                     | Trấn Thành, Nguyễn Ngọc Huyền Trân | Đoạt giải | [ 95 ]    |
| 2023 | Giải Ngôi Sao Xanh                 | Phim điện ảnh hay nhất                 | Nhà bà Nữ                          | Đoạt giải | [ 96 ]    |
| 2023 | Giải Ngôi Sao Xanh                 | Đạo diễn xuất xắc                      | Trấn Thành                         | Đoạt giải | [ 96 ]    |
| 2023 | Giải Ngôi Sao Xanh                 | Nữ diễn viên chính xuất xắc            | Lê Giang vai Ngọc Nữ               | Đoạt giải | [ 96 ]    |
| 2023 | WeChoice Awards 2023               | Phim điện ảnh của năm                  | Nhà bà Nữ                          | Đoạt giải | [ 97 ]    |